# Brodnica (gromada w powiecie brodnickim)
Brodnica (do 30 XII 1959 Karbowo) – dawna gromada, czyli najmniejsza jednostka podziału terytorialnego Polskiej Rzeczypospolitej Ludowej w latach 1954–1972.
Gromady, z gromadzkimi radami narodowymi (GRN) jako organami władzy najniższego stopnia na wsi, funkcjonowały od reformy reorganizującej administrację wiejską przeprowadzonej jesienią 1954 do momentu ich zniesienia z dniem 1 stycznia 1973, tym samym wypierając organizację gminną w latach 1954–1972.
Gromadę Brodnica z siedzibą GRN w mieście Brodnicy (nie wchodzącym w jej skład) utworzono 31 grudnia 1959 w powiecie brodnickim w woj. bydgoskim w związku z przeniesieniem siedziby GRN gromady Karbowo z Karbowa do Brodnicy i zmianą nazwy jednostki na gromada Brodnica; równocześnie do gromady Brodnica włączono obszar zniesionej gromady Szabda w tymże powiecie.
W 1961 roku gromada miała 27 członków gromadzkiej rady narodowej.
31 grudnia 1962 do gromady Brodnica włączono część wsi Cielęta o łącznej powierzchni 289,33 ha z gromady Jastrzębie w tymże powiecie.
1 stycznia 1969 z gromady Brodnica wyłączono grunty o powierzchni ogólnej 361,74 ha, włączając je do miasta Brodnicy w tymże powiecie; do gromady Brodnica z Brodnicy włączono natomiast grunty rolne o powierzchni ogólnej 351,31 ha.
1 stycznia 1972 do gromady Brodnica włączono sołectwo Niewierz ze zniesionej gromady Małki w tymże powiecie, po czym gromadę Brodnica połączono z gromadą Brodnica Południe, tworząc z ich obszarów gromadę Brodnica z siedzibą Gromadzkiej Rady Narodowej w Brodnicy w tymże powiecie (de facto gromadę Brodnica-Południe zniesiono, włączając jej obszar do gromady Brodnica).
Gromada przetrwała do końca 1972 roku, czyli do kolejnej reformy gminnej. 1 stycznia 1973 w powiecie brodnickim reaktywowano zniesioną w 1954 roku gminę Brodnica.